# オデッセイ・アンド・オラクル
『オデッセイ・アンド・オラクル』（英語: Odessey and Oracle）は、イギリスのロックバンド、ゾンビーズの通算2作目のアルバム。1968年4月19日にコロムビア・レコードからリリースされた。
2012年にローリング・ストーン誌が発表した「Rolling Stone's 500 Greatest Albums of All Time」の100位にランクインしている。

## 概要
本作は、ゾンビーズがCBSレコードと契約を結んだ1967年にレコーディングが行なわれ、同年6月1日に制作が始まった。収録されている12曲のうち9曲は、EMI系列のEMIレコーディング・スタジオにてレコーディングが行なわれた。
初日の6月1日に「フレンズ・オブ・マイン」のレコーディングが行なわれ、同日に「エミリーにバラを」のレコーディングが開始された（後者は7月10日に完成）。「今日からスタート」は6月2日に4テイク録られ、8月15日にホーンセクションがオーバーダビングされた。「夢やぶれて」は7月10日と11日に、「ブッチャーズ・テイル」は7月20日にそれぞれ録音された。EMIレコーディング・スタジオが利用できなかった7月下旬は、拠点をオリンピック・スタジオに移して、「ビーチウッド・パーク」「彼去りし後には」「私と彼女は」が録られた。その後、EMIレコーディング・スタジオに戻り、8月16日から17日にかけて「独房44」と「ローソクの様に」のレコーディングが行なわれた。その後、「ふたりのシーズン」が録られ、最終日である11月7日に「変革」が録音された。
レコーディングには、ビートルズの『サージェント・ペパーズ・ロンリー・ハーツ・クラブ・バンド』で使われたものと同じ、スチューダー社の4トラック・レコーダーが使用された。ロッド・アージェントとクリス・ホワイトによってアルバムのモノラル・ミックスが作成されCBSに提示したが、CBSはステレオ・ミックスも要求。既にアルバムに必要だった制作費を使い切ってしまっていた為に、アージェントとホワイトは自費で1968年1月1日にステレオ・ミックスを作成したが、「今日からスタート」は、エンジニアがモノラルマスターを制作する際にホーンセクションを直接マスターテープにオーバーダビングしてしまったので、ステレオ盤にもかかわらず、本曲だけはモノラルで収録された（後に編集版などでステレオ・ミックスは日の目を見たが、当然ホーンセクションは収録されていない）。
本作では多大にサイケデリックムーブメントの影響を受け、サウンド面でもメロトロンを多数の曲で導入するなど意欲的な作品だったが、メンバーのポール・アトキンソンとコリン・ブランストーンはセールスに伸び悩む自分達の将来には明るい見通しが立たないことに幻滅していた。このため、レコーディングが進むにつれてメンバー間の人間関係が悪化し、彼等は1967年12月中旬に最後のライブを行った後、解散した。
本作はバンドが解散したのでアメリカではお蔵入りしかけていたが、CBSのスタッフ・プロデューサーであったアル・クーパーが気に入って全米リリースをレーベルに進言した結果、アメリカでは傘下レーベルで発売された。そしてシングルカットされた「ふたりのシーズン」が全米3位のヒットとなった。
2008年3月に『オデッセイ・アンド・オラクル』発売40周年を記念した特別公演でライブ初披露となった。同ライブでは2004年に死去したアトキンソンを除くオリジナル・メンバー4名が再結集した。

## 収録曲
| #         | タイトル                                  | 作詞・作曲           | 時間  |
| --------- | ----------------------------------------- | -------------------- | ----- |
| 1.        | 「独房44」(Care of Cell 44)               | ロッド・アージェント | 3:57  |
| 2.        | 「エミリーにバラを」(A Rose for Emily)    | ロッド・アージェント | 2:19  |
| 3.        | 「彼去りし後には」(Maybe After He's Gone) | クリス・ホワイト     | 2:34  |
| 4.        | 「ビーチウッド・パーク」(Beechwood Park)  | クリス・ホワイト     | 2:44  |
| 5.        | 「ローソクの様に」(Brief Candles)         | クリス・ホワイト     | 3:30  |
| 6.        | 「夢やぶれて」(Hung Up on a Dream)        | ロッド・アージェント | 2:41  |
| 合計時間: | 合計時間:                                 | 合計時間:            | 17:45 |

| #         | タイトル                                                      | 作詞・作曲           | 時間  |
| --------- | ------------------------------------------------------------- | -------------------- | ----- |
| 7.        | 「変革」(Changes)                                             | クリス・ホワイト     | 3:20  |
| 8.        | 「私と彼女は」(I Want Her, She Wants Me)                      | ロッド・アージェント | 2:53  |
| 9.        | 「今日からスタート」(This Will Be Our Year)                   | クリス・ホワイト     | 2:08  |
| 10.       | 「ブッチャーズ・テイル」(Butcher's Tale (Western Front 1914)) | クリス・ホワイト     | 2:48  |
| 11.       | 「フレンズ・オブ・マイン」(Friends of Mine)                   | クリス・ホワイト     | 2:18  |
| 12.       | 「ふたりのシーズン」(Time of the Season)                      | ロッド・アージェント | 2:20  |
| 合計時間: | 合計時間:                                                     | 合計時間:            | 15:47 |

## 演奏・スタッフ
ゾンビーズ
- コリン・ブランストーン - リード・ボーカル
- ロッド・アージェント - キーボード、バッキング・ボーカル、リード・ボーカル（「エミリーにバラを」「ローソクの様に」「夢やぶれて」「私と彼女は」）
- ポール・アトキンソン - ギター、バッキング・ボーカル（「変革」）
- クリス・ホワイト - ベース、バッキング・ボーカル、リード・ボーカル（「ローソクの様に」「ブッチャーズ・テイル」）
- ヒュー・グランディー - ドラムス、バッキング・ボーカル（「変革」）

スタッフ
- ジェフ・エメリック、ピーター・ビンス - レコーディング・エンジニア
- ジュールズ・デベラ - デザイン